# Dialectes hilaliens
Els dialectes hilalians o dialectes beduïns són un continu de dialectes àrabs del nord d'Àfrica. El terme dialectes hilalians remet als Banu Hilal, una confederació de tribus nòmades àrabs que van envair el nord d'Àfrica el segle xi. Juntament amb els dialectes aràbs prehilalians, constitueixen la família arabomagribina.

## Varietats i distribució
Els dialectes hilalians es parlen al nord d'Àfrica, des de les planes de l'oest del Marroc i el desert de Mauritània fins a l'oest d'Egipte, incloent Líbia, els alts i la costa d'Algèria i Túnisia. Així mateix, també hi ha varis enclavaments on es parlen dialectes àrabs prehilalians, incloent antics dialectes urbans parlats en diferents ciutats com ara Fes, Rabat, Tlemcen, Tunis… I quatre dialectes rurals sedentaris principals, sovint en zones de parla amaziga.
L'àrab hilalià inclou quatre varietats principals:
- Dialectes sulaymites o dels Banu Sulaym: a Líbia i el sud de Tunísia.
- Dialectes hilalians orientals: al centre de Tunísia i l'est d'Algèria.
- Dialectes hilalians centrals: al centre i sud d'Algèria.
- Dialectes maqilians o dels Maqil: a l'oest d'Algèria i al Marroc.

L'àrab hassania, parlat a Mauritània, el Sàhara occidental, el sud del Marroc i algunes zones del nord de Mali, també és classificat com a Maqil. Els dialectes hilalians han influït molt alguns dialectes urbans com els que es parlen a Trípoli o Marràqueix. També conformen alguns dialectes urbans en zones amazigòfones (llengües koiné), com ara els que es parlen a Casablanca o Orà.